# المركز الأندونيسي لبحوث الثروة الحيوانية

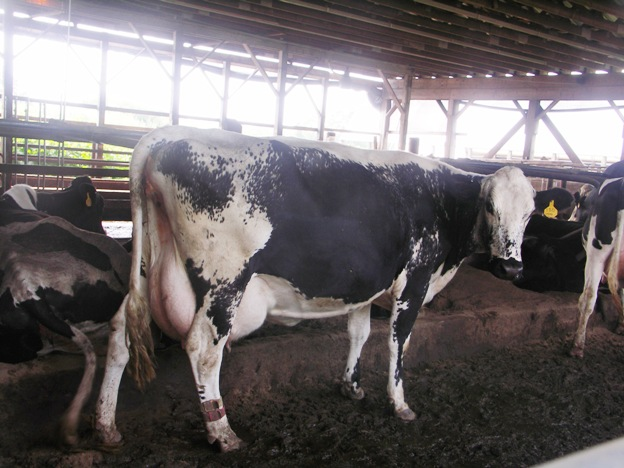

المركز الأندونيسي لبحوث الثروة الحيوانية (بالإندونيسية: Balai Penelitian Ternak) هو مركز أبحاث مهمته البحث في الدواجن والماشية والجاموس والماعز والأغنام إلخ. ويقع في شارع بانجاروارو شياوي بوكور جاوة الغربية في إندونيسيا.

## الأبحاث
تشمل الأبحاث التي نشرها المركز:
- توصيف تسلسل ميكروساتالايت في البط.[2]
- تحليل القيمة التغذوية لخميرة رشاشية سوداء في حبات النخيل.[3]
- نشاط إنزيم التآزر من بكتريا بنسليوم جافانسيوم ورشاشية سوداء في زيت النخيل.[4]